# Komplext posttraumatiskt stressyndrom
Komplext posttraumatiskt stressyndrom (engelska: Complex post-traumatic stress disorder, förkortat C-PTSD) är en diagnos för att beskriva symtom efter en komplex traumatisering. Andra begrepp som används är EPCACE (enduring personality change after catastrophic experience) eller DESNOS (disorders of extreme stress not otherwise specified).

## Bakgrund
PTSD tillkom som diagnos i DSM-III som ett resultat av att man såg de långvariga medicinska effekterna hos soldater som deltagit i Vietnamkriget. Diagnosen beskriver symtom som kan uppstå efter enstaka traumatiska händelser som rån, överfall, misshandel eller våldtäkt. 
Kliniker och forskare har funnit att PTSD-diagnosen i DSM-IV inte omfattar de mycket allvarliga psykiska symptom som uppstår när en människa utsätts för komplexa trauman. Komplexa trauman kan bland annat vara svåra barndomstrauman som vanvård, omsorgssvikt eller övergrepp, som upprepad psykisk eller fysisk misshandel, mobbing eller vid upplevelser av krig. Det har därför föreslagits att komplext PTSD införs som en egen diagnos i DSM-V och ICD 11.
När DSM-V gavs ut 2013, valde man att bredda diagnoskriterierna för PTSD så att den diagnosen också omfattar komplext PTSD. När Världshälsoorganisationen (WHO) 2018  gav ut ICD-11 så ingick C-PTSD som diagnos. Samtidigt smalnade man av diagnoskriterierna för PTSD.

## Riskgrupper
Tillståndet kan drabba människor i alla åldrar. 
- Ungefär 10–25%[9][10] av alla som upplever en mycket svår, livshotande och traumatisk händelse får PTSD efteråt.

- Efter exempelvis våldtäkt och tortyr drabbar tillståndet ungefär varannan person.

- Hos barn och unga utvecklas PTSD hos var sjätte person som har utsatts för trauma.

Bland flyktingar och asylsökande personer är PTSD betydligt vanligare än hos personer utan en sådan bakgrund. Notera att siffrorna avser PTSD, inte hur många av dessa som drabbas av komplex PTSD.
Forskning visar att möjligheten att agera i ett trauma påverkar om en person kommer att utveckla PTSD-symtom och hur allvarliga dessa blir. I de fall en person till exempel blivit fasthållen och därmed förhindrats att agera finns en större risk att drabbas av allvarligare symtom. Brittiska National Health Service (NHS) skriver att det är större risk att drabbas av komplext  PTSD om traumat uppstått i en eller flera av följande situationer:
- ägde rum tidigt i livet
- orsakades av vårdnadshavare
- har pågått under lång tid
- den drabbade personen var ensam under traumat
- det fortfarande finns en pågående kontakt med personen som var ansvarig för traumat.

## Symtom
ICD-11 beskriver symtomen för komplext PTSD som; 
| "Complex post traumatic stress disorder (Complex PTSD) is a disorder that may develop following exposure to an event or series of events of an extremely threatening or horrific nature, most commonly prolonged or repetitive events from which escape is difficult or impossible (e.g. torture, slavery, genocide campaigns, prolonged domestic violence, repeated childhood sexual or physical abuse). All diagnostic requirements for PTSD are met. In addition, Complex PTSD is characterised by severe and persistent 1. problems in affect regulation; 2. beliefs about oneself as diminished, defeated or worthless, accompanied by feelings of shame, guilt or failure related to the traumatic event; and 3. difficulties in sustaining relationships and in feeling close to others. These symptoms cause significant impairment in personal, family, social, educational, occupational or other important areas of functioning." |

Otrygga anknytningsmönster ingår inte i kriterierna för PTSD medan ett uttalat otryggt, ofta otryggt-desorganiserat anknytningsmönster anses känneteckna komplext PTSD. År 2007 beskrev Kunskapscentrum för katastrofpsykiatri skillnaden mellan PTSD och komplext PTSD som:
| "Utöver de traditionella PTSD-symptomen återupplevande, undvikande och överspändhet kännetecknas komplext PTSD i högre utsträckning, jämfört med enkel PTSD, av - affektiva störningar och svårigheter att reglera affekter, t ex i uttryck av impulsgenombrott - psykologisk avskärmning och dissociation - förändringar i självperception och identitetsuppfattning - förändringar i relation till andra - förändrad syn på förövare - risk för retraumatisering - somatisering" "...leder till utvecklande av inre negativa modeller - vad människor gör med en formar hur man tänker om sig själv, hur man reagerar på sig själv och andra. Dessa uppfattningar kan grundas både preverbalt och uttalat verbalt i termer som: - jag är dålig - jag är hjälplös - jag är hopplös - jag behöver andra men dom skadar mig - jag är maktlös, andra styr mitt liv - Effekten kan bli en känsla av att andra människor eller yttre omständigheter styr ens liv, ett yttre "locus of control" uppstår. Resultatet kan bli att individen undviker relationer. |
| [ 14 ] |

### Neurovetenskapliga symtom
Även om neurovetenskapliga eller psykobiologiska symtom inte är något som är ett krav enligt varken ICD-11 eller DSM-V så har forskning visat att det finns flera sådana symtom som kan kopplas samman med komplext PTSD. Exempel på sådana symtom är:
- Förhöjda stresshormoner vilket stimulerar fortsatt rädsla, vrede, depression och fysisk sjukdom.[11]
- Ändrade nervbanor vilket gör att hjärnan specialiserar sig på områden som upplevs gång på gång. Exempelvis oro och ängslan.[11]
- Skador på prefrontala cortex vilket kan göra det svårt att sortera bort irrelevant information. Detta kan leda till att den drabbade personen stelnar till när någon rör hen, eller att hen hoppar till vid ljud.[11]
- Överaktiverad amygdala vilket ger höga kortisol och adrenalin-nivåer.
- Hot upplevs för intensiva och leder därför till ihållande skräck eller aggressiva utbrott.[11]

## Diagnostisering
Patienter med komplext PTSD är vanliga inom den psykiatriska vården men traumatisering uppmärksammas inte alltid. Detta kan bero på att patienter inledningsvis söker vård för annan problematik som till exempel ångest, sömnsvårigheter eller depression. En annan orsak kan vara att en del symtom kan misstas för andra diagnoser som exempelvis  ADHD, Bipolär sjukdom och Emotionell instabil personlighetsstörning (tidigare Borderline).
Andra orsaker till att traumatisering inte uppmärksammas kan vara att behandlaren inte vill väcka obehag hos patienten och därför dröjer med att fråga, att behandlaren av rädsla inte vill konfronteras med trauma eller att patienter förträngt eller känner skam kring traumat. Att patienten själv undviker ämnet kan i själva verket vara ett symtom på diagnosen.

## Behandling
Det är viktigt att personer med komplext  PTSD får behandling. Detta eftersom diagnosen ökar risken för andra tillstånd så som depression, kroniska smärttillstånd, missbruk och ökad risk för självmord.

### Förebyggande behandling i Sverige
I Sverige använder främst diagnosen PTSD eftersom den nya diagnosen Komplext PTSD enligt ICD-11 inte blivit etablerad. Nationellt kliniskt kunskapsstöd rekommenderar traumafokuserad kognitiv beteendeterapi som förebyggande behandling då detta kan minska risken för att utveckla PTSD-symtom.

### Behandling i Sverige
Socialstyrelsen bedömer att regionerna kan förbättra vården vid ångestsyndrom, vilket PTSD och komplext PTSD faller under, genom att öka användningen av strukturerade bedömningsinstrument, som till exempel MINI och SCID-I.
Den av svenska myndigheter rekommenderade behandlingen är fortfarande inriktad på PTSD och inte specifikt på komplext PTSD. Vid måttliga svårigheter rekommenderar Socialstyrelsen kognitiv beteendeterapi (KBT) med exponering. Men vården kan även erbjuda antidepressiva läkemedel och Eye Movement Desensitization and Reprocessing (EMDR). Som tillägg kan även basal kroppskännedom, förebyggande krisbearbetning (debriefing), korttids-PDT och IPT rekommenderas. Benzodiazepiner bör inte förskrivas.
Statens beredning för medicinsk och social utvärdering (SBU) rekommenderar olika former av individuell KBT med traumafokus (KBT för PTSD- cognitive processing therapy, narrative exposure therapy och prolonged exposure therapy), EMDR, traumafokuserad internetbaserad KBT, KBT vid specifika symtom som sömnbesvär, läkemedel (Sertralin, Flouxetin och Paroxetin). För personer som upplevt krig och tortyr rekommenderas Narrative exposure treatment (NET).
Vid traumaprogrammet i Huddinge (Psykiatri Sydväst) erbjuder man dessutom patient – och närståendeutbildning samt tillägg som mindfulnessgrupp, ångesthanteringsgrupp, sömnskola, kuratorsinsatser, arbetsterapeutiska insatser, fysisk aktivitet samt stöd för återgång till arbetslivet.

### Behandling internationellt
Amerikansk forskning, där framför allt Bessel van der Kolk och Judith Herman varit vägledande, visar på att det är viktigt att traumabehandling inkluderar kropp, hjärna och psyke. Detta på grund av nervsystemets reaktioner som uppstår efter långvariga trauman som yttrar sig i komplext PTSD. 
Inledningsvis bör fokus ligga på att basen fungerar; sömn och mat. Därefter att lugna ner nervsystemet så att kroppen kan vara här och nu, detta genom exempelvis mindfullness, meditation eller traumaanpassad Yoga.
American Psychological Association (APA)  rekommenderar följande behandlingar; KBT, KPT, Kognitiv terapi (CT) och prolonged exposure therapy (PE). APA föreslår även brief eclectic psychotherapy (BEP), EMDR och narrative exposure therapy (NET). Samtidigt medger man att även EMDR och NET har ett bra vetenskapligt underlag och att rekommendationerna för dessa kan komma att stärkas. Läkemedel som rekommenderas är Fluoxetin, Paroxetin, Sertralin samt Venlafaxin.
Brittiska National Health Service (NHS) rekommenderar att personer med komplext PTSD erbjuds samma behandling som vid PTSD dock vid fler tillfällen. Detta beroende på de svåra tillitsproblem som personer med komplext PTSD ofta har. De behandlingar som rekommenderas är traumafokuserad KBT och läkemedelsbehandling med Sertralin eller Fluoxetin.

### "Trauma recovery model"
Judith Lewis Herman anser att behandling av komplex traumatisering ska utföras i tre faser: 
1. Stabilisering
2. Hågkomst och sorg över det som är förlorat
3. Integration, skapa och/eller återerövra en plats i samhället

Herman hävdar också att läkning inträffar i en tillräckligt god terapeutisk relation där tillfrisknandet kräver att människan återupprättas i den terapeutiska relationen. Andra menar att behandling av komplext  PTSD ska ha ett annat fokus än behandling av PTSD.
Den komplext traumatiserade människan behöver hjälp att hantera de symtom som skapar svårigheter i hennes dagliga liv. Hon behöver till exempel professionell behandling för att kunna bygga upp en inre tröstande instans för att kunna reglera känslor, hjälp att förstå och hantera de svårigheter som uppstår vid dissociation och läka dissociation, hjälp att hantera mellanmänskliga problem och läka anknytningsskador. Det finns även förslag att utvidga den fasspecifika behandlingen vid komplext  traumatisering till sex faser  där man arbetar med:
1. Stabilisering
2. Självreglering
3. Självreflektion
4. Traumafokuserad behandling
5. Hantera relationer
6. Utveckla en positiv självbild

Läkning av komplext PTSD innebär att människan utvecklar sin förmåga att reglera känslor och trösta sig själv, att hon klarar att vara närvarande istället för att dissociera, att hon förvärvar en trygg anknytning och upplever att hon är värd att älskas och förmår att älska/skapa goda relationer.  
Många drabbade behöver även hjälp för att integreras, att hitta eller återerövra en plats i samhället. Både terapeut och klient behöver förbereda sig för ett maraton snarare än ett kortdistanslopp.  
Prognosen är emellertid god om arbetet får "ta så lång tid som det tar". Det är med andra ord viktigt att människor som lever i svåra tillstånd på grund av komplex traumatisering får en längre sammanhållen behandling. 
Aktuella utbildningar som ges av American Psychological Association (APA) lyfter fram att komplext PTSD är ett komplext tillstånd som kräver komplex behandling.
Det är även av yttersta vikt att utreda om det förekommer samsjuklighet i kronisk/komplex traumatisering för de patienter som uppfyller kriterier för PTSD. Patienter med samsjuklighet riskerar att destabiliseras och försämras om behandlaren saknar kunskaper om de allvarliga symtom som uppstår vid komplex traumatisering och traumarelaterad dissociation.

## Nuläge

### Sverige
Diagnosen komplext PTSD rapporteras inte till Socialstyrelsen statistik, men kan ändå användas för att avgöra behandling inom vården. Detta beror på att i Sverige ska kodning användas enligt ICD-10 i kontakt med Socialstyrelsen. I den kliniska verksamheten kan man dock välja att använda DSM. ICD- 11, som innehåller den nya diagnosen komplext PTSD beräknas dock inte börja användas i Sverige förrän 2024. Det finns heller ingen officiell konverteringstabell för att länka DSM-5 till ICD-10 eller 11.
Det finns ytterst få europeiska studier, i synnerhet storskaliga, gällande förekomst av såväl PTSD som komplext PTSD. Den studie som gjorts i Sverige visar dock att prevalensen för PTSD är cirka 5,6 procent, någon enskild för komplex PTSD finns inte.
Arbetet för att utveckla och sprida kunskap om komplext PTSD pågår. Dels genom implementeringen av ICD-11 och dels genom andra myndigheters arbete. Som exempel kan nämnas att: 
- Statens beredning för medicinsk och social utvärdering (SBU) har god kunskap om komplext PTSD, både gällande aktuell forskning och behandling.[19]

- Socialstyrelsen tar fram nationella riktlinjer och utbildningsmaterial. Senaste revideringen gjordes 2020.[30]

### Forskning
Det pågår forskning i Sverige och internationellt för att tydliggöra riskgrupper, hitta förebyggande behandling och för att utvärdera och utveckla behandlingar för komplext PTSD. Som exempel kan nämnas att det pågår forskning för att undersöka hur EEG-baserad neurofeedback fungerar vid PTSD. De första resultaten är lovande men mer forskning behövs.
Brittiska National Institute for Health and Care  Excellence (NICE) identifierar ett antal områden som man önskar vidare forskning på. Bland annat: 
- Vilken är de kliniska och kostnadseffektiva insatserna för att ge stabilisering och återintegrering för personer med komplex PTSD?[33]